# Bianca Debaets
Bianca Debaets (Eeklo, 6 februari 1973) is een Belgisch politica voor CD&V.

## Levensloop
Debaets is van opleiding gediplomeerde bedrijfsvertaler en gediplomeerde in humanresourcesmanagement aan de Economische Hogeschool Sint-Aloysius in Brussel.
Ze was van 1999 en 2004 kabinetsmedewerkster van Jos Chabert en vervolgens van 2004 tot 2009 van Brigitte Grouwels, minister respectievelijk staatssecretaris in de Brusselse Hoofdstedelijke regering. Hierop aansluitend was ze van 2009 tot 2014 lid van het Brussels Hoofdstedelijk Parlement en vanuit deze hoedanigheid tevens lid van de Raad van de Vlaamse Gemeenschapscommissie. Ze was daar voorzitster van de commissie Onderwijs en vast lid van de commissies Huisvesting, Cultuur en Gezondheid. In het Brussels Parlement zetelde Debaets die periode in de commissie Huisvesting en Stadsvernieuwing.
Bij de verkiezingen van 25 mei 2014 voor het Vlaams Parlement werd ze als CD&V-lijsttrekker verkozen in de kieskring Brussel-Hoofdstad. Ze zetelde even als Vlaams Parlementslid en deelstaatsenator, alvorens ze op 20 juli 2014 staatssecretaris bevoegd voor Informaticabeleid, Digitalisering, Gelijke Kansen, Verkeersveiligheid, Dierenwelzijn en Ontwikkelingssamenwerking werd in de Brusselse Hoofdstedelijke Regering Vervoort II. Vanuit deze hoedanigheid was ze  tevens lid van het College van de Vlaamse Gemeenschapscommissie (VGC), belast met Welzijn, Gezondheid, Gezin en Gelijkekansenbeleid. In het Vlaams Parlement werd ze eind juli opgevolgd door Joris Poschet. Debaets bleef Brussels staatssecretaris tot in juli 2019.
Op gemeentelijk niveau was ze van 2006 tot 2012 gemeenteraadslid in Elsene en van 2012 tot 2024 gemeenteraadslid in Brussel. Ze besloot niet meer op te komen bij de lokale verkiezingen in oktober 2024.
Bij de verkiezingen van mei 2019 werd ze als lijsttrekker van de CD&V-lijst opnieuw verkozen in het Brussels Hoofdstedelijk Parlement. Ze werd er na het einde van haar ambt als Brussels staatssecretaris fractievoorzitter van haar partij, hetgeen ze bleef tot in 2024. Bij de verkiezingen van juni 2024 werd ze opnieuw CD&V-lijsttrekker voor het Vlaams Parlement, maar Debaets raakte niet verkozen. Vervolgens werd ze door haar partij als gecoöpteerd senator afgevaardigd naar de Senaat.

## Ereteken
- 2019: Grootofficier in de Orde van Leopold II[12]